# Paradoxe de l'avocat
 (septembre 2023).
Si vous disposez d'ouvrages ou d'articles de référence ou si vous connaissez des sites web de qualité traitant du thème abordé ici, merci de compléter l'article en donnant les références utiles à sa vérifiabilité et en les liant à la section « Notes et références ».
Le paradoxe de l'avocat est un paradoxe logique datant de la Grèce antique. Il met en scène un conflit entre le sophiste Protagoras et Euathlos, un de ses élèves. À la suite d'un différend, Protagoras assigne son élève en justice. Il argumente auprès des juges en faveur d'une condamnation du disciple. Le paradoxe intervient lorsque l'élève doit à son tour s'exprimer devant les juges. Eualthos décide d'utiliser un argument presque identique à celui de son maître, mais cette fois dans le but de se faire acquitter. La première attestation de ce paradoxe se trouve dans le traité Contre les rhéteurs (2.96-99) de Sextus Empiricus[réf. souhaitée].

## Description de l'anecdote
Selon l’anecdote, Euathlos était pauvre et ne pouvait payer les leçons de Protagoras. Celui-ci l'accepta comme disciple après avoir conclu l'accord suivant : 
Euathlos remboursera les leçons reçues une fois qu'il aura gagné son premier procès.
Une fois son enseignement terminé, Eualthos refusa à la fois de plaider comme avocat et de payer Protagoras. Faute de plaider, il ne pouvait gagner aucun procès. N'ayant pas gagné de procès, il n'avait pas à rembourser son maître. Protagoras l'attaqua alors en justice, afin d'obliger son élève à plaider.
Le raisonnement de Protagoras est le suivant :
- Si Eualthos gagne son procès, il doit rembourser son maître car tels étaient les termes de leur accord.
- Si Eualthos perd son procès, il doit rembourser son maître car la justice l'y contraint.

Protagoras serait donc remboursé quelle que soit l'issue du procès. Soit en vertu de l'accord passé avec Eualthos, soit par une décision de justice. Le paradoxe intervient à la réponse du disciple. Selon lui, il n'aura rien à rembourser. Quelle que soit l'issue du procès, il ne paiera pas. 
Le raisonnement du disciple s'exprime ainsi :
- S'il gagne son procès il ne doit pas rembourser son maître, puisque la justice l'a absous.
- S'il perd son procès il ne doit pas rembourser son maître, puisque ses leçons sont inefficaces.

## Interprétation juridique
En définitive, comment doit-on juger ce conflit ? 
Peut-être en constatant que pour juger, il faut d'abord attendre l'issue du procès puisque c'est ce résultat qui détermine qui a tort et qui a raison. Ce qui ouvre deux possibilités :
1. Il suffit donc d'attendre que le procès soit terminé pour pouvoir le poursuivre ; et en attendant, Euathlos aura sans doute été impliqué dans un autre procès plus significatif...
2. débouter Protagoras, puisque son procès est sans cause : le résultat du premier procès d'Euathlos n'étant pas encore connu, Protagoras ne peut pas affirmer qu'Euathlos lui doit déjà quelque chose, c'est contraire à l'accord. Pour que le paradoxe disparaisse, le juge doit d'abord donner raison à Euathlos. Ensuite Protagoras pourra intenter un autre procès.

En fait, par le jeu entre deux normes juridiques indépendantes (le droit contractuel et l'accord initial entre les deux parties) le juge se retrouve dans une situation où le résultat qu'il doit prononcer est toujours l'inverse de ce qu'il doit être : pour désigner Protagoras vainqueur, il doit le considérer comme perdant (et réciproquement). C'est un paradoxe auto-référentiel classique, du type du menteur, mais avec une dimension temporelle dont il faut tenir compte (comme dans le paradoxe du grand-père, où un individu capable de voyager dans le temps tue ses géniteurs avant sa naissance).